# Flora. Morphologie, Geobotanik, Oekophysiologie
Flora. Morphologie, Geobotanik, Oekophysiologie (abreviado Flora, Morphol. Geobot. Oekol.) fue una revista ilustrada con descripciones botánicas que fue editada por la Sociedad Botánica Regensburgische y se publicó en Jena en los años 1970-1987, durante los cuales se editaron los números 159-179. Fue precedida por Flora, B y reemplazada por Flora, Morphol. Geobot. Oekol..